# Bill Evans at Town Hall
Albums de Bill Evans
Stockholm : 1965 A simple matter of conviction
Bill Evans at Town Hall. Vol. I est un album du pianiste de jazz Bill Evans enregistré et publié en 1966.

## Historique
Cet album, produit par Creed Taylor, a été initialement publié en 1966 par le label Verve Records (V/V6 8683). Il a été enregistré, le 21 février 1966, lors d'un concert donné par Bill Evans au Town Hall à New York.
Le titre exact est Bill Evans at Town Hall. Vol I, mais, il n'existe pas de volume II. Ce mystérieux volume II devait contenir le reste du concert. Il n'a jamais été publié.
Pour le reste du concert, le trio était accompagné par un big band dirigé par Al Cohn. Ce big band était principalement constitué de musiciens venant d'un orchestre qui venait de se créer et répétait chaque semaine, le futur big band de Thad Jones et Mel Lewis. Parmi les musiciens, on trouvait, entre autres, Clark Terry, Ernie Royal, Bob Brookmeyer, Eddie Daniels et Jerry Dodgion.
On sait, par le compte rendu dans Down Beat écrit par Dans Morgenstein et par le témoignage d'Helen Keane, l'agent artistique du pianiste, qu'Evans a joué, avec le big band, quatre titres : deux standards (What Kind of Fool Am I et Willows Weep for Me) et deux de ses compositions (Waltz for Debby et Funkallero).
On sait par ailleurs, que, lors de ce concert, Evans a aussi interprété en trio sa composition Very Early. Certaines discographies évoquent un autre titre en trio : My lover's kiss. Il n'existe pas. Helen Keane est catégorique, le titre joué était One for Helen (titre qu'on retrouve sur les rééditions actuelles).
Le label Verve en a peut-être encore les bandes de ces morceaux manquants, mais ne les a malheureusement pas inclus dans l'intégrale The complete Bill Evans on Verve.

## Titres de l’album
| No | Titre                                                                                          | Auteur                                 | Durée |
| -- | ---------------------------------------------------------------------------------------------- | -------------------------------------- | ----- |
| 1. | I Should Care                                                                                  | Sammy Cahn, Axel Stordahl, Paul Weston | 5:30  |
| 2. | Spring Is Here                                                                                 | Richard Rodgers, Lorenz Hart           | 5:00  |
| 3. | Who Can I Turn To ?                                                                            | Leslie Bricusse, Anthony Newley        | 6:21  |
| 4. | Make Someone Happy                                                                             | Betty Comden, Adolph Green, Jule Styne | 6:17  |
| 5. | In Memory of His Father Harry L. Evans : Prologue - Story Line - Turn Out the Stars - Epilogue | Bill Evans                             | 13:40 |

Titres additionnels sur les rééditions en cd :
| No | Titre            | Auteur                                                        | Durée |
| -- | ---------------- | ------------------------------------------------------------- | ----- |
| 6. | Beautiful Love   | Victor Young, Haven Gillespie, Wayne King, Egbert Van Alstyne | 6:56  |
| 7. | My Foolish Heart | Victor Young, Ned Washington                                  | 4:51  |
| 8. | One for Helen    | Bill Evans                                                    | 5:51  |

## Personnel
- Bill Evans : piano
- Chuck Israels : contrebasse
- Arnold Wise : batterie

Note : le « medley » In memory of his father est joué en piano solo.

## À propos du répertoire
À côté de six standards, Bill Evans joue 5 de ses compositions.
Les quatre premières sont réunies dans In Memory of His Father Harry L. Evans, un « medley » dédié à la mémoire de son père Harry L. Evans (1891-1966) qui était mort des suites d'une crise cardiaque quelques jours avant le concert. Ce « medley » contient :
- Prologue. Une pièce modale qui n'est pas sans évoquer certaines pièces de Satie (en particulier la 3e Gymnopédie) ou de Debussy. Le thème repose sur une série d'ostinati qui engendrent 5 blocs modaux.
- Story Line. Une variation d'Evans sur l'une de ses propres compositions, en l'occurrence Re : person I knew. À l'instar du morceau initial, la grille harmonique de Story line évolue (au moins sur ses 41 premières mesures) sur un do joué comme note pédale.
- Turn out the stars est une ballade de 40 mesures à l'harmonie assez complexe et à la structure atypique. Contrairement à ce qui a été souvent écrit, ce morceau n'a pas été composé peu avant la mort de son père mais date, probablement, de novembre 1963, époque où Evans résidait chez Gene Lees. C'est d'ailleurs Gene Lees qui en a trouvé le titre (le même Gene Lee a écrit ultérieurement des paroles sur cet émouvant morceau).
- Epilogue est une brève pièce qui n'est pas sans évoquer les Tableaux d'une exposition de Modeste Moussorgski. Cette très courte composition se trouvait déjà comme « fin de faces » sur le LP Everybody Digs Bill Evans.

La cinquième composition était absente de l'édition originale en LP. Il s'agit de :
- One for Helen : un thème en do mineur de 34 mesures de structure ABC (16-8-10) à la grille harmonique assez complexe.

## Partitions
On trouvera les relevés « note pour note » (thèmes et improvisations) de In Memory of His Father, One For Helen et Who Can I Turn To ? ainsi que des commentaires sur ces morceaux dans le recueil :
- Bill Evans at Town Hall – Transcriptions par Pascal Wetzel. TRO - The Richmond Organization, 2004.